# Oyster card

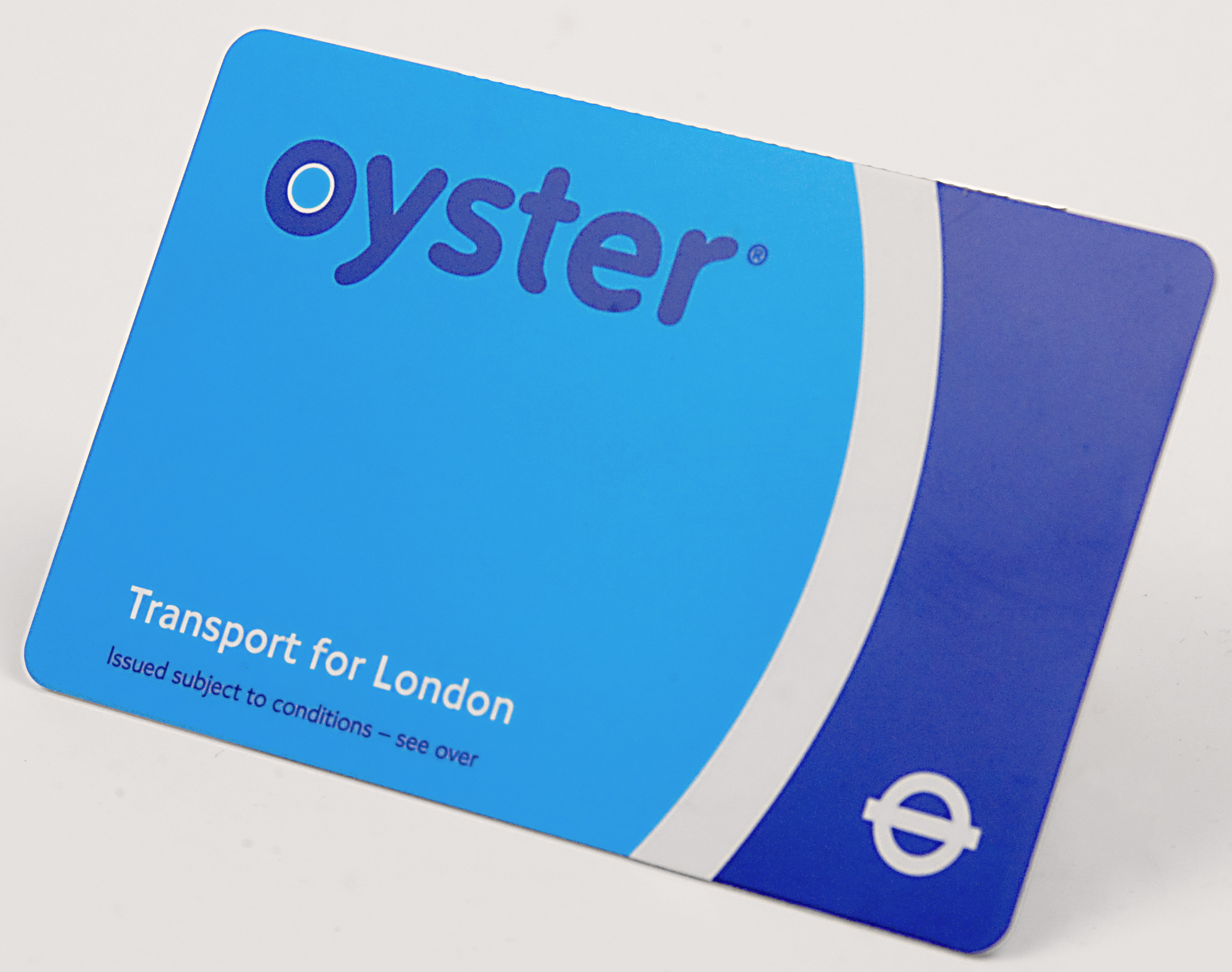
Oyster kártya

Az Oyster card egy elektronikus kártya, amelyet a londoni tömegközlekedés megkönnyítésére vezettek be 2003 júliusában. Tárolja a megvásárolt közlekedési bérletünket vagy a rátöltött pénzösszeget, amiből a rendszer automatikusan levon minden egyes utazásnál. A kártya nem más, mint egy RFID-kártya, így nem kell automatába betenni vagy lehúzni a mágnescsíkot, csak az olvasó felett elhúzni. A kártya bankkártya méretű.

## Képességei
- Tárolja az előre megváltott bérleteket vagy maximálisan 90 font összeget
- A rajta lévő bérlettel lehet vele utazni
- Ha nincs bérlet, akkor a kártyán lévő összeg terhére lehet utazni
- Ha nem bérletként használjuk, van egy napi limit, amennyinél többet a rendszer nem von le, bármennyit is utazunk
- Oysterrel fizetett utazás mindig olcsóbb, mint az egyedileg megváltott papírjegy

## Árak
Ha megadjuk a hitel- vagy bankkártyánk adatait, és engedélyezzük az automatikus feltöltést, akkor az Oyster az előre megadott összeggel tölti fel magát, ha a rajta levő összeg 10 font alá csökken. Az alábbiakban a 2013-as árak szerepelnek. London drága város, és a tömegközlekedés sem olcsó. A város zónásított, a belváros az 1-es zóna, külvárosok további 8 zónára oszlanak. A jegyárakban van további két opció hétköznap, a csúcsidő és nem csúcsidő. Utóbbi, ha 9:30 után kezdjük az utazást és 16:00-ig befejezzük, vagy 19:00 után.
- Egy busz- és villamosjegy: 1,40 font; a busz nem zónásított
- Napi limit, a maximum levonható összeg: 8,40 fonttól, illetve 7 fonttól (csúcsidőn belül/kívül), a 3. zónától emelkedik a maximálás
- Egyszerű metrójegy: 2,10, a 2. zónától emelkedik
- Heti buszbérlet: 19,60 font, havi 75,30 font; ahogy már említettük, a busz nem zónásított
- Heti metróbérlet: 30,40, illetve havi 116,80 font, a 3. zónától emelkedik
- Egy teljes 1-9 zónás heti bérlet: 79 font, ami havonta 303,40 font
- Az Oysteren kívül lehet egyenként vásárolni papírjegyet is, ami a párizsi jegyhez hasonlóan mágnescsíkot tartalmaz, de ez sokkal drágább. Az egyszerű metrójegy, ami Oysterrel 2,10 font, az papíralapú jegyként megvéve 4,50 font. Az Oyster kártya egyébként ingyen van, ha bérletet is váltunk hozzá; e nélkül 3-5 font.

## További előnyei
- Például ha van valakinek egy 1-3 bérlete és kimegy metróval az 1-esből a 4-es zónába akkor a rendszer automatikusan észreveszi hogy a 3-as zónáig van bérlete és csak a 3-4 zóna különbözetet vonja le a kártyáról (feltéve hogy van rajta pénz).
- Az Oysteren lévő bérletet lehet használni az azonos zónákban közlekedő vonatokon.

## Használata

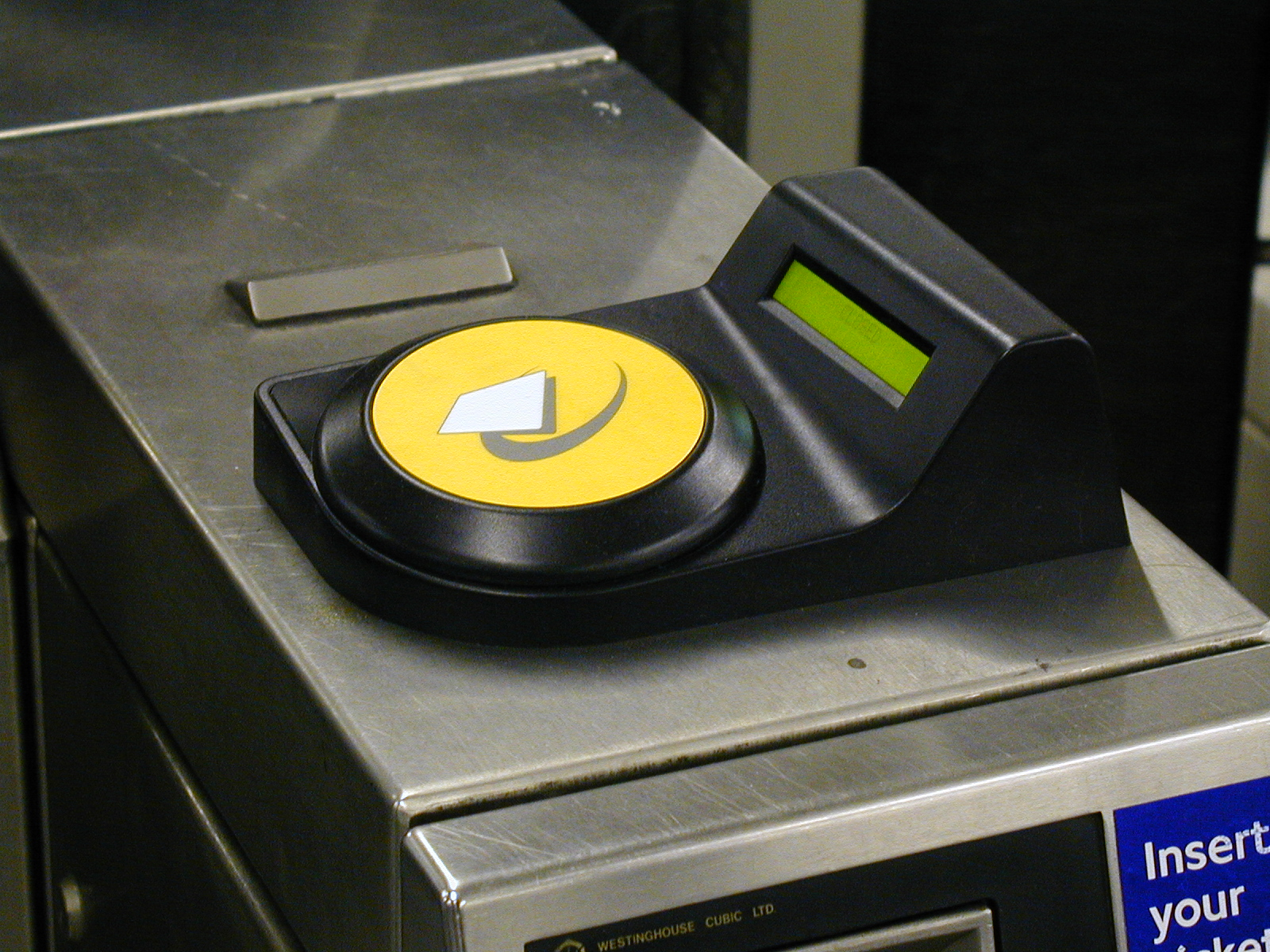
Oyster-olvasó

A londoni tömegközlekedés struktúrájáról röviden annyit, hogy a város (Greater London) 6 zónára van osztva, belváros az 1-es és a körgyűrűhöz legközelebbi részek a 6-os zóna. A metróvonalak zónásítottak és egészen a 6-os zónáig járnak. Persze itt egy kicsit más fogalma van a metrónak és a vonatnak a német U-Bahn és S-Bahn-hoz képest. Itt metrónak hívnak minden olyan vonalat ami a belvárosban a föld alatt megy. Ettől függetlenül ezek a külvárosokban úgy néznek ki mint a HÉV vagy egy S-Bahn. A metrók is két részre oszthatók, az egyik a legrégebbi járatok, amelyek felszín alatt futnak, és angol vasúti űrszelvényűek (Circle, District, Hammersmith & City, Metropolitan) és a mélyvezetésű metrók, amiben alig lehet egyenesen felállni annyira alacsony (Bakerloo, Central, Jubilee, Northern, Piccadilly, Victoria, Waterloo & City). A metrón kívül van még az Overground, amely pár volt vasútvonal amit szintén a tömegközlekedési társaság üzemeltet, vasútvonalak valamint a DLR, ami Kelet-Londonban egy automata vezérlésű magasvasút. Ezek eddig mind zónásítottak. Londonban mára csak Dél-Londonban van egy villamoshálózat (Tramlink), amely 3-4-5 zóna bármelyikére érvényes jeggyel használható, és a rengeteg buszjárat, amely zónáktól függetlenül használható.
Minden metrómegálló (kivételek mindig vannak) kapukkal van elzárva, amit vagy az Oyster kártyával lehet nyitni (az olvasóra helyezett kártyával), vagy a papír jegyet a megfelelő nyílásba kell betenni, amit aztán a kapu visszaad (vagy elnyel az út végén) a kapu középén. Minden állomáson van legalább 2 Oyster automata, ahol ellenőrizhetjük az egyenlegünket, feltölthetünk rá pénzt, vagy vehetünk bérletet. Ezen kívül minden állomáson van pénztár (ablakkal a kapu mindkét oldalán) ha nem szeretjük az automatát. Szintén minden állomáson van egy nagy kapu, amit a személyzet tud nyitni ha valaki kerekesszékkel szeretne átgurulni, illetve van nyílás a csomagok áttuszkolására, hogy ne a kapuknál kelljen velük szenvedni.
Az emeletes buszokon felszállás az első ajtónál van, ahol a sofőr melletti olvasóhoz kell érinteni a kártyát. Csuklós buszokon minden ajtónál van (több) olvasó. Itt ugyan a bliccelés lehetséges de minden busz be van kamerázva, amit rögzítenek.
A rendszer az utazás megkezdésekor csak rögzíti, hogy hol léptünk be a rendszerbe, és amikor valamelyik kapun kilépünk, akkor kiszámolja hogy hány zónát utaztunk, mire van bérletünk és levonja a megfelelő összeget (ha nincs érvényes bérlet). A metrómegállókon nem kell kijelentkezni és bejelentkezni az átszállásnál, így egy jeggyel bármennyit utazhatunk.
A városvezetés szeretné az Oyster használatát a városban közlekedő összes vasúttársaságra kiterjeszteni. Bérlettel most is lehet utazni az érvényes zónákon belül, de a kártyára töltött pénzzel a vonaton nem lehet utazni. Ennek feltétele egyrészt a tömegközlekedési vállalat és a vasúttársaságok közötti elszámolás megoldása, másrészt az állomások felszerelése Oyster olvasókkal.

## Visitor Oyster Card
A Vistor Oyster Card a Londonba turisztikai céllal látogató külföldi állampolgárok számára biztosít a normál Oyster Cardnál kedvezőbb árakat. A kártyát csak elővételben a Londonba való utazás előtt elektronikus úton lehet megrendelni (ebben az esetben a kártyát postán juttatják el), vagy a kijelölt belföldi és külföldi értékesítési pontokon lehet megvásárolni. A Visitor Oyster Card megvásárlására Londonban nincs lehetőség.